# ريكاردو لونش
ريكاردو لونش (بالإنجليزية: Ricardo Lynch)‏ هو دراج جامايكي، ولد في 20 سبتمبر 1984 في سبانيش تاون في جامايكا.

## وصلات خارجية
- ريكاردو لونش على موقع أرشيف الدراجات (الإنجليزية)
- ريكاردو لونش على موقع أوليمبيديا (الإنجليزية)
- ريكاردو لونش على موقع اتحاد ألعاب الكومنولث (مؤرشف) (الإنجليزية)
- ريكاردو لونش على موقع دورة ألعاب الكومنولث 2006 (مؤرشف) (الإنجليزية)